# Anna Mónika szász királyi hercegnő
Anna Mónika Pia szász királyi hercegnő, teljes német nevén és címével Prinzessin Anna Monika Pia von Sachsen, Herzogin zu Sachsen (Lindau, Bajor Királyság, Német Császárság, 1903. május 4. – München, Bajorország, Nyugat-Németország, 1976. február 8.), a Wettin-házból való német hercegnő, III. Frigyes Ágost szász király legfiatalabb gyermeke. Anyai nagyanyja révén Zita császárné és királyné (1892–1989) unokahúga. József Ferenc főherceggel kötött házassága révén osztrák főhercegné, magyar királyi hercegné. Az első világháború után férjével és családjával Magyarországon élt.

## Élete

### Származása
Édesapja a Wettin-házból származó Frigyes Ágost szász trónörökös herceg (1865–1932) volt, I. György szász király (1832–1904) és Mária Anna portugál infánsnő (1843–1884) harmadik fia, aki 1904-től III. Frigyes Ágost néven Szászország királya lett.
Édesanyja a Habsburg–Lotaringiai-ház toszkánai ágából származó Lujza Antonietta osztrák főhercegnő (1870–1947) volt, IV. Ferdinánd címzetes toszkánai nagyherceg (1835–1908) és Aliz Bourbon–parmai hercegnő (1849–1935) legidősebb leánya, anyja révén Zita császárné és királyné (1892–1989) unokanővére.
Szülei házasságából hét gyermek született, hatan érték meg a felnőttkort:
- Frigyes Ágost György koronaherceg (Friedrich August Georg von Sachsen, 1893–1943), jezsuita pap.
- Frigyes Keresztély herceg (Friedrich Christian von Sachsen, 1893–1968), Meissen őrgrófja, 1932-től haláláig a Wettin-ház Albert-ágának feje.
- Ernő Henrik herceg (Ernst Heinrich von Sachsen, 1896–1971), 1923–1945-ig az Albert-ág vagyonának kezelője, 1921-ben Sophie von Luxemburg hercegnőt (1902–1941), majd 1947-ben Gina Dulon színésznőt (1910–2002) vette feleségül.
- Maria Alix Carola hercegnő (*/† 1898), születésekor meghalt.
- Margit Karola Vilma (Wilhelmina) hercegnő (1900–1962), aki 1920-ban Friedrich von Hohenzollern porosz herceghez (1891–1965) ment feleségül.
- Mária Aliz (Alix) Luitpolda hercegnő (1901–1990), aki 1921-ben Franz Joseph von Hohenzollern porosz herceg felesége lett.
- Anna Mónika Pia hercegnő (1903–1976), 1924-től József Ferenc főherceg felesége.

Édesanyja, Lujza Antonietta főhercegnő könnyed, olaszos környezetből származott, természetes életvidámsága, a körülötte nyüzsgő gyermeksereg igen népszerűvé tette őt az alattvalók körében. Nehezen tűrte azonban a szász udvar szigorú etikettjét. Rossz viszonyban állt sógornőjével, férjének legidősebb nővérével, a több férjhez-adási kísérlet ellenére pártában maradt Matilda királyi hercegnővel.

### Születésének körülményei

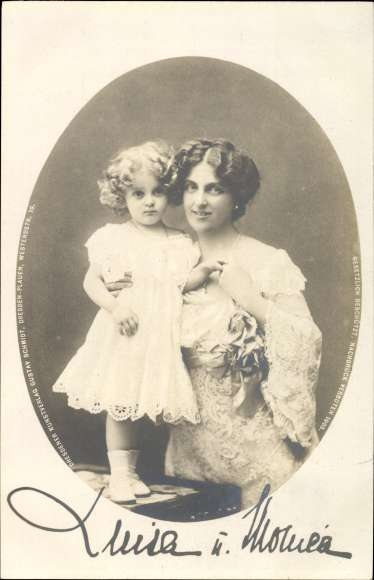
Édesanyjával, Lujza Antonietta főhercegnővel (1904)

Anyjának, Lujza Antonietta trónörökös hercegnének titkos viszonya volt gyermekei nyelvtanárával, a belga André Gironnal. 1902 végén, amikor a titkosrendőrség ezt kiderítette, a hercegné már viselős volt hetedik gyermekével. 1902. december 9-én a hercegné Drezdából a Genfi-tó melletti Lindauba utazott. Bátyjának, Lipót Szalvátornak segítségével találkozott Girónnal, és tudatta vele, hogy valószínűleg tőle esett teherbe. Nyilvános botrány tört ki, Lujza Antonietta házasságát apósának, az uralkodó György királynak utasítására felbontották, őt magát kitiltották a drezdai királyi udvarból, és Girón is elhagyta őt. 1903. május 4-én Lindauban megszületett leánya, Anna Mónika Pia. Az újszülöttet György király kirendelt orvos-szakértővel vizsgáltatta meg, ennek jelentése alapján az udvar a gyermeket törvényes származásúnak, szász királyi vérből született személynek ismerte el.
Volt apósa, György király grófnői címet adományozott és kegydíjat folyósított az anyának, de követelte unokájának kiadását, hogy Anna Mónika hercegnő testvéreivel együtt nevelkedhessen a drezdai királyi udvarban. Lujza Antonietta ezt több éven át megtagadta. A kislány anyjával együtt élt Angliában, Svájcban és Firenzében. 1907-ben Lujza Henrietta másodszor is férjhez ment, ezúttal egy közrendű férfihoz. A Habsburg–Lotaringiai-ház feje, Ferenc József császár és király kitagadta őt a Habsburg-családból, megfosztotta osztrák főhercegnői címétől és előjogaitól. Volt férje, ekkor már Szászország uralkodója, III. Frigyes Ágost király 1907. október 26-án hivatalos eljárással elvette tőle Anna Mónikát, aki ezután idősebb testvéreivel együtt, a drezdai királyi udvarban nőtt fel. 
Megkapta a Szász Királyság Szidónia-rendjét. 1918. november 3-án apja a forradalom hatására apja lemondott, és családjával együtt visszavonult birtokára. a sziléziai Sibyllenort-kastélyba (ma Szczodre, Lengyelország).

### Házassága

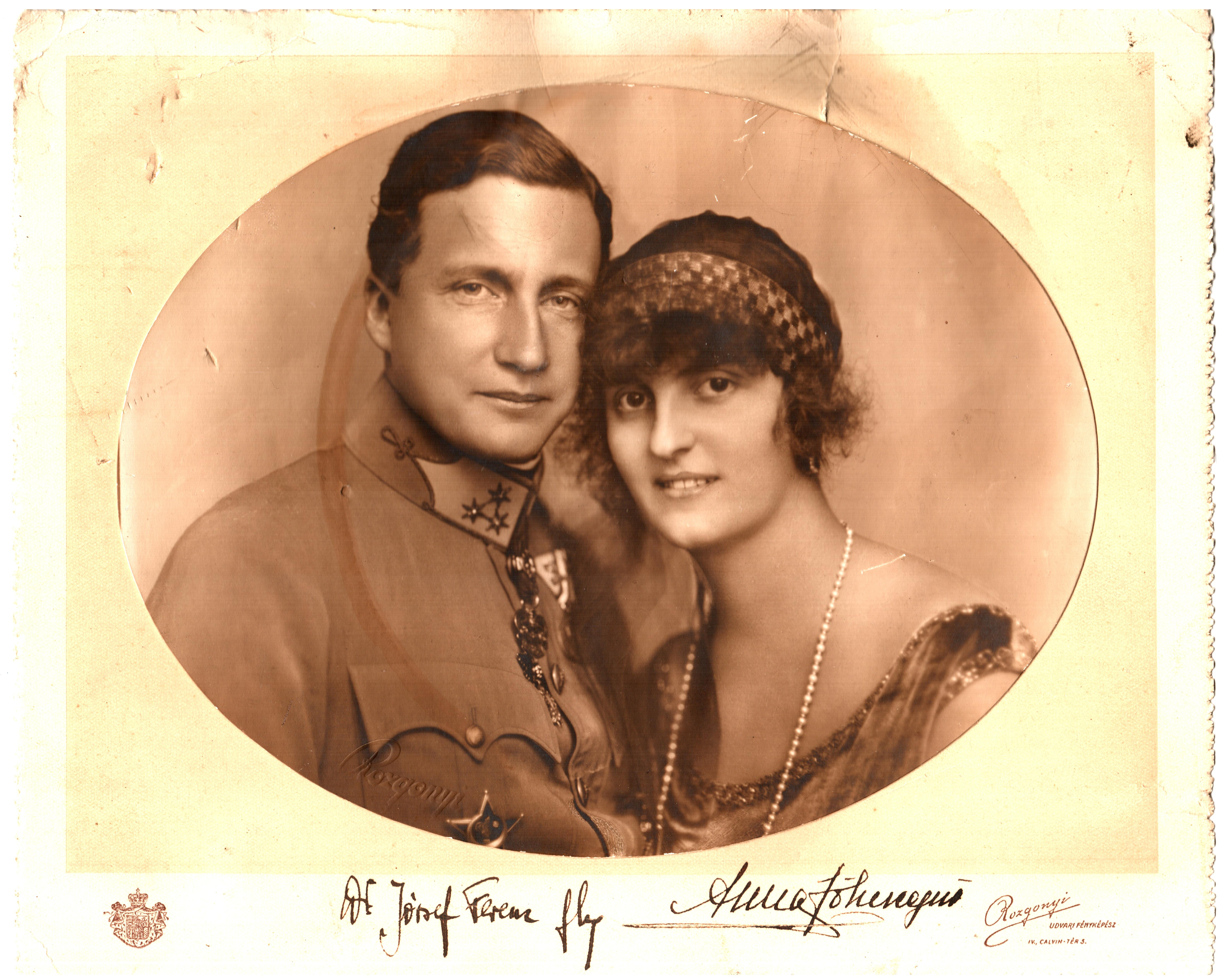
Férjével, József Ferenc főherceggel

Anna Mónika hercegnő 1924. október 24-én a Sibyllenort-kastélyban feleségül ment a Habsburg–Lotaringiai-ház magyar ágából származó József Ferenc főherceghez (1895–1957), József Ágost főherceg (1872–1962) és Auguszta bajor királyi hercegnő (1875–1964) legidősebb fiához, József nádor dédunokájához. Házasságukból nyolc gyermek született:
- Habsburg Margit (Margarethe von Österreich, 1925–1979), aki 1944 augusztusában feleségül ment Alexander Cech herceghez (1914–2008), Jószef Cech altábornagy (1855-1938) és Donna Amalia Erba Odescalchi hercegnő (1889–1969) fiához. (Vejét, az ifjabb Cech-t saját anyai nagyapja, Hugo Erba Odescalchi herceg (1842–1919) adoptálta, és jogot adott neki saját hercegi családnevének, az Odescalchinak viselésére. Az osztrák főhercegnővel kötött házasságot megelőzően Cech-nek III. Viktor Emánuel olasz király a Monteleone hercege és Mondonico márkija címeket adományozta.)
- Habsburg Ilona (Ilona von Österreich, 1927–2011), aki 1946. április 30-án Georg Alexander zu Mecklenburg német herceghez (1921–1996) ment feleségül
- Habsburg Anna Terézia (Anna-Theresia von Österreich, 1928–1984)
- Habsburg József Árpád (Josef Árpád von Österreich, 1933–2017), aki 1956. szeptember 12-én Maria Aloisia von Löwenstein-Wertheim-Rosenberg hercegnőt (1935–2018) vette feleségül.
- Habsburg István Dominik (1934–2011), aki Maria Anderlt vette feleségül
- Habsburg Mária Kinga (*1938), akinek első férje Kiss Ernő, második (1988-ban) Joachim Krist volt.
- Habsburg Géza(wd) (Géza von Österreich, *1940), műgyűjtő, ékszerész és műkereskedő, akinek első felesége Monika Decker, a második Elizabeth Jane Kunstadter volt
- Habsburg Mihály (Michael Koloman von Österreich, *1942), aki Christiana von Löwenstein-Wertheim-Rosenberg hercegnőt (*1940), Karl von Löwenstein-Wertheim-Rosenberg herceg (1904–1990) leányát vette feleségül.

### Élete Magyarországon és emigrációban
Vőlegénye, József Ferenc főherceg az első világháború olasz frontján szolgált. Az Osztrák–Magyar Monarchia széthullása után családjának alcsúti birtokára tért vissza. Az 1918–1919-es forradalmak után Budapesten jogi és közgazdasági végzettséget szerzett. A házasságkötés után Anna Mónika hercegnő is követte férjét Magyarországra, gyermekei is itt születtek. Férje 1927-től a magyar országgyűlés főrendiházának tagja lett, számos magyar társadalmi és kulturális szervezetben, intézményben vállalt vezetői vagy fővédnöki szerepet. Mindketten a fővárosi előkelő társasági élet ismert szereplői lettek.
1944-ben a család a közeledő front elől Alcsútról Regensburgba emigrált, rokonaik, a Thurn und Taxis hercegek birtokára. 1948-ban Portugáliába költöztek, Portóban telepedtek le.

### Özvegysége és második házassága
József Ferenc 1957. szeptember 25-én elhunyt, a bajorországi Feldafingben temették el. A megözvegyült Anna Mónika hercegnő tizenöt évvel később, 1972-ben Svájcban másodszor is férjhez ment. Új házastársa Reginald Kazanjian (1905–1990) lett. A polgári házasságkötést 1972. július 28-án Genfben, az egyházi esküvőt ugyanazon év szeptember 9-én Veyrier-ben tartották. A második házasságból nem születtek gyermekek.
Anna Mónika 1976. február 8-án halt meg Münchenben, 72 éves korában. Őt is Feldafingben temették el első férje, József Ferenc főherceg mellé. Ugyanitt nyugodott időközben szintén elhunyt apósa (1962) és anyósa (1964) is.
1992-ben a Habsburg-család Feldafingben nyugvó tagjaival együtt József Ferenc szüleinek és családtagjainak hamvait is hazahozták Budapestre, és a Budavári Palota alatt, a helyreállított Nádori kriptában újratemették őket.